# Association du transport aérien international
L’Association du transport aérien international (IATA, de l'anglais International Air Transport Association) est une institution professionelle mondiale pour agences ou compagnies aériennes. La 'plateforme' collaborative relie différents groupes en but de joindre les acteurs du transport aérien pour élaborer des recommandations et des procédures visant à optimiser l'efficacité opérationnelle et la cohérence de l'industrie, notamment par l'attribution de codes identifiants et l'établissement de cadres pour la gestion des revenus.
Son siège social est situé à Montréal, dans la tour de la Bourse, et son siège exécutif à Genève.

## Histoire

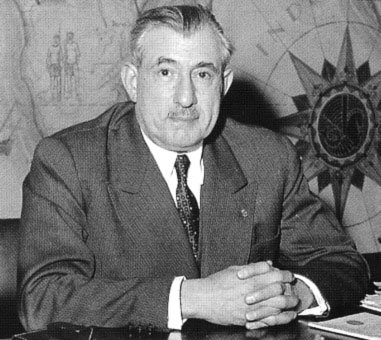
Portrait de Max Hymans, élu à la tête de l’IATA en 1954.

En novembre 2014, elle regroupe 250 compagnies qui représentent 84 % du trafic mondial de passagers. Depuis le 1er avril 2021, son directeur général est Willie Walsh.

## Fonctionnement
L'activité principale de l'IATA est la simplification des facturations entre les compagnies aériennes et les agents de voyages (BSP) ou les transitaires/agents de fret (CASS).
Depuis 1967, l’IATA assigne des codes de trois symboles (Chiffres/lettres) aux aéroports (ainsi qu’aux gares de chemin de fer importantes) et des codes de deux symboles (Chiffres/lettres) aux compagnies aériennes. Ces codes sont utilisés dans le monde entier afin de faciliter le travail de certaines entreprises employant ceux-ci.
Ils font aussi des règlements pour l’expédition d’articles dangereux et publient le manuel IATA de Règlement d’Articles Dangereux (DGR), une référence globalement reconnue par les compagnies aériennes ayant à transporter des produits dangereux.
Note : l’Organisation de l'aviation civile internationale (OACI, dont le siège social est aussi situé à Montréal) attribue également des codes aux aéroports, à quatre lettres, et des codes aux compagnies aériennes, à trois lettres.

## Chambre de compensation
IATA est utilisée par les compagnies membres comme chambre de compensation (clearing house en anglais), ce qui permet aux compagnies membres d’échanger le transport de passagers, notamment lors de correspondances.
- Exemple : un passager effectue un trajet entre un point de départ D et un point final F via un point intermédiaire I, utilisant une compagnie C1 entre D et I, puis une compagnie C2 entre I et F. Toutefois, le passager achète la totalité de son billet à la compagnie C1, qui donc encaisse la totalité de la recette, alors que C2 va supporter les coûts du transport entre I et F. C2 présentera une facture à C1 et recevra, via la chambre de compensation de l’IATA, une part de la recette, alors que C1 recevra une commission afin de couvrir ses frais de vente.
- Règle de répartition des recettes
  - Pour une recette totale {\displaystyle R} comportant n tronçons, on leur affecte une recette suivant une pondération donnée à chacun :
    - {\displaystyle P_{i}=ak_{geo_{i}}d_{i}^{(1-b)}}
    - {\displaystyle R_{i}} est la pondération attribuée au segment de vol {\displaystyle i};
    - où {\displaystyle k_{geo_{i}}} est une constante affectée au secteur géographique d’appartenance du tronçon, de valeur proche de 1 (1.079) pour un tronçon transatlantique);
    - {\displaystyle a} est une constante d'ajustement visant à rapprocher la valeur trouvée de celle d’une distance;
    - {\displaystyle d_{i}} est la distance su segment de vol de {\displaystyle i};
    - {\displaystyle b} est une valeur fixée par l’IATA de façon à surpondérer les tronçons courts pour tenir compte des coûts plus élevés;
    - {\displaystyle \Sigma (P_{i})} est la somme des pondérations de tous les segments du vol;
    - la recette affectée à un tronçon devient: {\displaystyle R_{i}={P_{i} \over \Sigma (P_{i})}R}

- Répartition Proportionelle ({\displaystyle R_{i}})
  - La formule {\displaystyle R_{i}=(P_{i}/\Sigma (P_{i}))*R} attribue  à chaque segment une part de la recette totale ({\displaystyle R}) en fonction de sa pondération relative.
  - {\displaystyle P_{i}/\Sigma (P_{i})} est la proportion de la pondération du segment {\displaystyle i} par rapport à la somme de toutes les pondérations.
  - Ce même ratio est ensuite multiplié par la recette total {\displaystyle R}.
- Facteur '{\displaystyle b}'
  - Le facteur '{\displaystyle b}' permet de corriger les distorsions qui pourraient survenir si la répartition était basée uniquement sur la distance.
  - Les segments courts ont souvent des coûts fixes élevés (décollage, atterrissage, etc.), donc '{\displaystyle b}' garantis qu'ils reçoivent une part équitable de la recette.
- Facteur '{\displaystyle k\_geo_{i}}'
  - Ce facteur reconnait que les coûts opérationnels varient considérablement d'une région à l'autre.

- Impact des Variations de ({\displaystyle 1_{b}})
  - Sensibilité de la répartition: {\displaystyle 1_{b}} agit comme un multiplicateur direct sur la distance {\displaystyle d_{i}} donc une légère variation de {\displaystyle b} peut entrainer des changements significatifs dans la pondération {\displaystyle P_{i}}, par conséquent dans la recette {\displaystyle R_{i}} attribuée à chaque segment .

### Voici un exemple de code en Python3 pour quantifier et définir les valeurs, fonctions et paramètres en détails

#### 1. Fonctions et Paramètres
```
def
 
ponderation_segment
(
distance
:
 
float
,
 
facteur_geo
:
 
float
,
 
constante_a
:
 
float
,
 
facteur_b
:
 
float
)
 
->
 
float
:

    
"""

    Calcule la pondération d'un segment de vol.

    Args:

        distance: Distance du segment de vol (en kilomètres ou miles).

        facteur_geo: Facteur géographique (kgeoi) ajustant la pondération selon la région.

        constante_a: Constante d'ajustement.

        facteur_b: Facteur de pondération IATA (b) pour favoriser les segments courts.

    Returns:

        La pondération calculée pour le segment.

    """

    
return
 
constante_a
 
*
 
facteur_geo
 
*
 
(
distance
 
**
 
(
1
 
-
 
facteur_b
))

def
 
repartition_recette_segment
(
ponderation_segment
:
 
float
,
 
somme_ponderations
:
 
float
,
 
recette_totale
:
 
float
)
 
->
 
float
:

    
"""

    Calcule la recette attribuée à un segment de vol.

    Args:

        pondération_segment: Pondération du segment de vol.

        somme_pondérations: Somme des pondérations de tous les segments.

        recette_totale: Recette totale du billet.

    Returns:

        La recette attribuée au segment.

    """

    
return
 
(
ponderation_segment
 
/
 
somme_ponderations
)
 
*
 
recette_totale

def
 
calculer_repartition_recettes
(
distances
:
 
list
,
 
facteurs_geo
:
 
list
,
 
constante_a
:
 
float
,
 
facteur_b
:
 
float
,
 
recette_totale
:
 
float
)
 
->
 
list
:

    
"""

    Calcule la répartition des recettes pour un vol multi-segments.

    Args:

        distances: Liste des distances de chaque segment.

        facteurs_geo: Liste des facteurs géographiques correspondants à chaque segment.

        constante_a: Constante d'ajustement.

        facteur_b: Facteur de pondération IATA.

        recette_totale: Recette totale du billet.

    Returns:

        Une liste des recettes attribuées à chaque segment.

    """

    
ponderations
 
=
 
[
ponderation_segment
(
d
,
 
f
,
 
constante_a
,
 
facteur_b
)
 
for
 
d
,
 
f
 
in
 
zip
(
distances
,
 
facteurs_geo
)]

    
somme_ponderations
 
=
 
sum
(
ponderations
)

    
repartition
 
=
 
[
repartition_recette_segment
(
p
,
 
somme_ponderations
,
 
recette_totale
)
 
for
 
p
 
in
 
ponderations
]

    
return
 
repartition

```

#### 2. Explication des Fonctions et Paramètres
- pondération_segment(distance, facteur_geo, constante_a, facteur_b):
  - Cette fonction calcule la valeur Pi pour un segment de vol donné.
    - distance (float): La distance du segment.
    - facteur_geo (float): Le facteur kgeoi qui ajuste la recette en fonction de la région.
    - constante_a (float): Une constante d'ajustement.
    - facteur_b (float): Le facteur b de l'IATA pour pondérer les segments courts.

- Elle retourne la pondération calculée.

- répartition_recette_segment(pondération_segment, somme_pondérations, recette_totale):
  - Cette fonction calcule la recette Ri attribuée à un segment.
    - pondération_segment (float): La valeur Pi calculée précédemment.
    - somme_pondérations (float): La somme de toutes les valeurs Pi pour tous les segments.
    - recette_totale (float): La recette totale du billet.

- Elle retourne la recette attribuée au segment.

- calculer_répartition_recettes(distances, facteurs_geo, constante_a, facteur_b, recette_totale):
  - Cette fonction principale coordonne le calcul de la répartition pour un vol multi-segments.
    - distances (list): Une liste des distances de chaque segment.
    - facteurs_geo (list): Une liste des facteurs kgeoi correspondant à chaque segment.
    - constante_a (float): La constante d'ajustement.
    - facteur_b (float): Le facteur b de l'IATA.
    - recette_totale (float): La recette totale du billet.

- Elle retourne une liste des recettes attribuées à chaque segment.

#### 3. Example d'utilisation
```
distances_exemple
 
=
 
[
500
,
 
1000
,
 
6000
]
 
#distances en km

facteurs_geo_exemple
 
=
 
[
1.011
,
 
1.011
,
 
1.079
]

constante_a_exemple
 
=
 
1.0

facteur_b_exemple
 
=
 
0.2

recette_totale_exemple
 
=
 
500000

repartition_recettes
 
=
 
calculer_repartition_recettes
(
distances_exemple
,
 
facteurs_geo_exemple
,
 
constante_a_exemple
,
 
facteur_b_exemple
,
 
recette_totale_exemple
)

print
(
"Repartition des recettes par segment :"
,
 
repartition_recettes
)

```

#### 4. Résultat
- Repartition des recettes par segment : [47472.12244955548, 82653.7658786462, 369874.1116717983]

Variations:
- Une règle spécifique peut se substituer à la règle IATA si deux compagnies en conviennent contractuellement entre elles.
- En plus de celles visant à la répartition de la recette, des règles particulières de commissionnement peuvent exister, notamment en cas de partage de code (codesharing).
- l’IATA fixe également des taux de change conventionnels entre les compagnies membres pour les échanges entre elles.

## Code IATA
Les codes IATA sont des codes à deux ou trois lettres attribués par l'Association internationale du transport aérien à des :
- compagnies aériennes ;
- aéroports ;
- gares ferroviaires.

### Codification des compagnies aériennes
Code à deux lettres

### Codification des aéroports
Code à trois lettres. Tous les aérodromes n'ont pas de code IATA ; seuls les aéroports ayant du trafic commercial en sont pourvus. Les codes OACI (composés de quatre lettres) établissent une liste plus exhaustive.

### Codification des gares ferroviaires
Un code similaire est également attribué aux gares ferroviaires importantes, situées sur des lignes ferroviaires en connexion avec des lignes aériennes (code à trois lettres)

## Lobbying

### Auprès des institutions de l'Union européenne
L'IATA est inscrit depuis 2008 au registre de transparence des représentants d'intérêts auprès de la Commission européenne, et déclare en 2018 pour cette activité des dépenses annuelles d'un montant compris entre 900 000 et 1 000 000 euros.

### En France
L'IATA déclare à la Haute Autorité pour la transparence de la vie publique exercer des activités de lobbying en France pour un montant qui n'excède pas 50 000 euros sur l'année 2018[source insuffisante].
En avril 2020, le député Matthieu Orphelin écrit à plusieurs organismes, dont l'IATA, pour leur demander des comptes sur leurs « actions de lobbying pendant la crise du coronavirus », pointant des actions concertées avec le Medef, le Comité des constructeurs français d'automobiles, l’Association française des entreprises privées (Afep), et visant à annuler ou retarder des normes environnementales.

## Sources
- Cet article est partiellement ou en totalité issu de l'article intitulé « Code AITA » (voir la liste des auteurs).

- Cet article est partiellement ou en totalité issu de l'article intitulé « Liste des codes AITA » (voir la liste des auteurs).